# 송끄란
송끄란(태국어: เทศกาลสงกรานต์, 영어: Songkran)은 태국의 축제 중 하나이다.

## 날짜

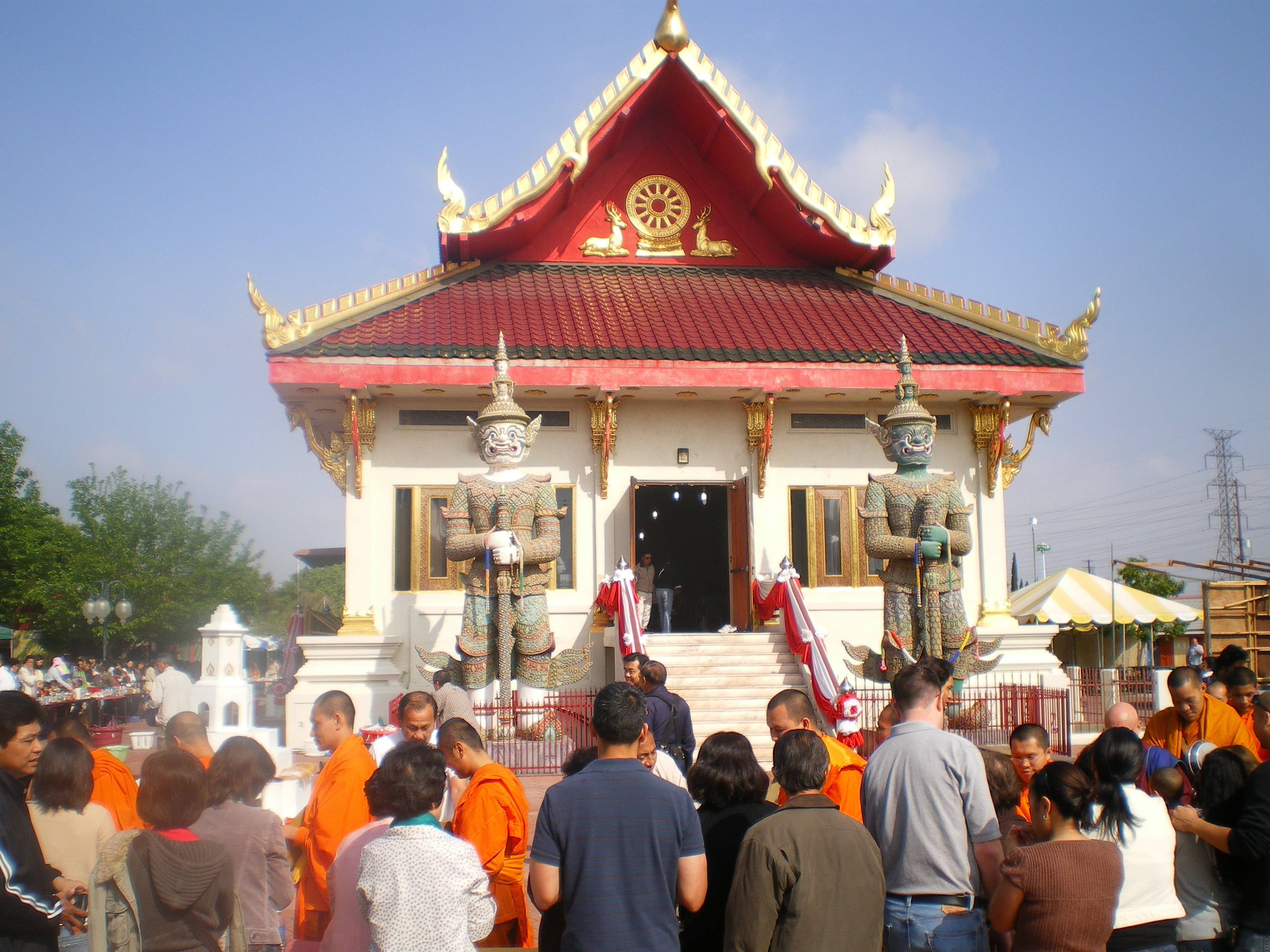
로스엔젤레스 태국 사원의 송끄란

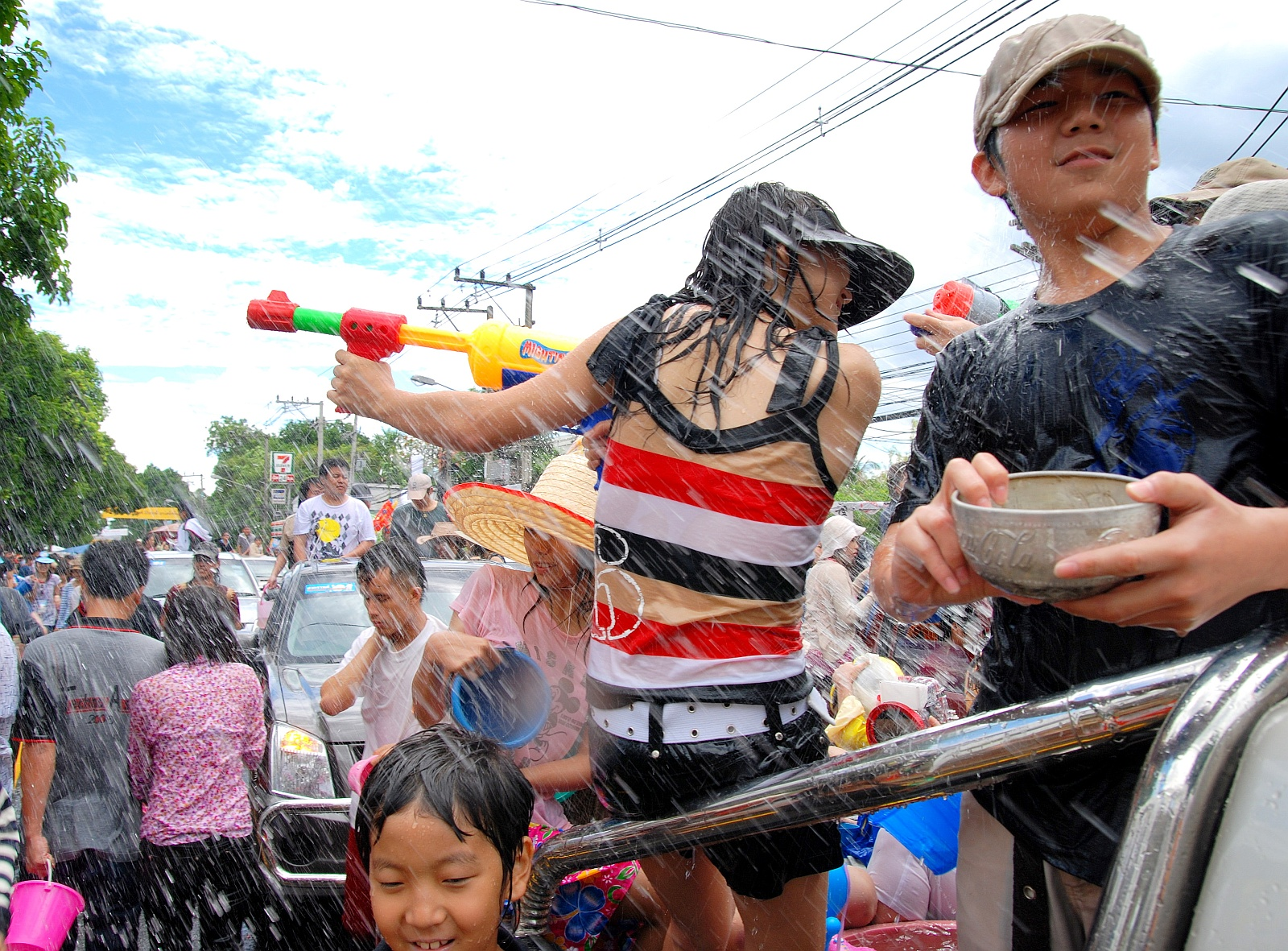
치앙마이의 송끄란

송끄란의 어원은 산스크리트어의 Sankrandhi에서 왔으며 변화, 이동을 뜻하는 말이다. 이것은 천문학적으로 태양이 양자리에 들어가는 것을 의미한다. 원래 날짜가 매년 바뀌게 되어 있지만, 현재 날짜는 고정되어 있다.
전통적으로 송끄란은 설날의 의미가 강했지만, 1888년 이후에 이 달력이 폐지되어 4월 1일을 신년으로 정했기 때문에 설날의 의미가 퇴색되었다. 1940년에는 태양력을 도입하고, 불력을 수정하여 1월 1일을 설날로 삼았다. 한편 송끄란에 행해지고 있던 정화의 습관은 현재까지 존속하며, 또 하나의 설날이 되고 있다. 주말과 송끄란이 겹쳤을 경우는 다음 주에 대체 휴일이 오게 되어 있다.
불상의 정화 등 종교적인 의식도 행해지기는 하지만 불교 축제는 아니다.

## 개요

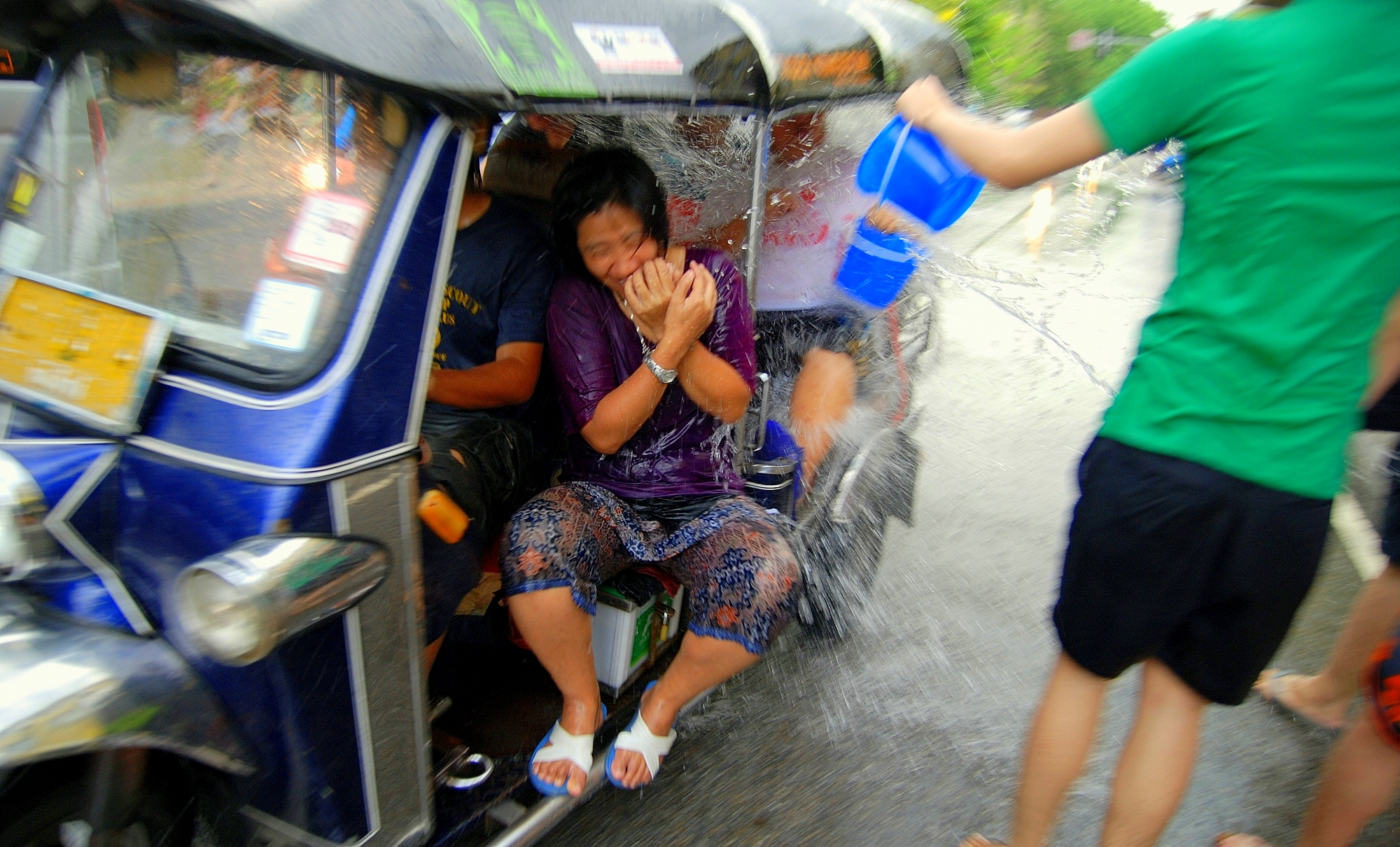
툭툭을 탄 사람들이 물을 맞고 있다

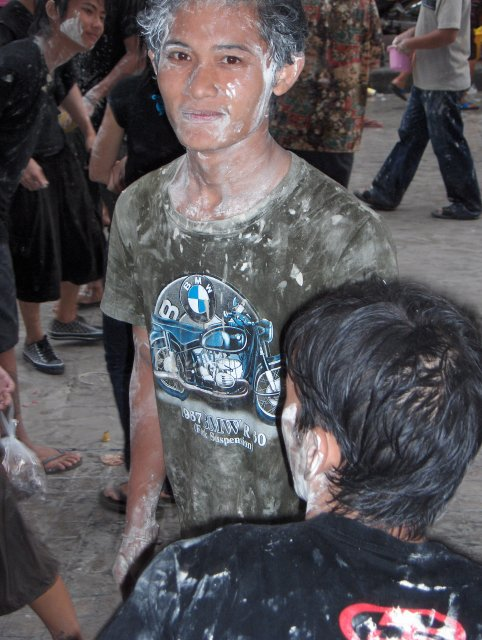
분필을 맞은 사람들, 보통 승려가 행한다

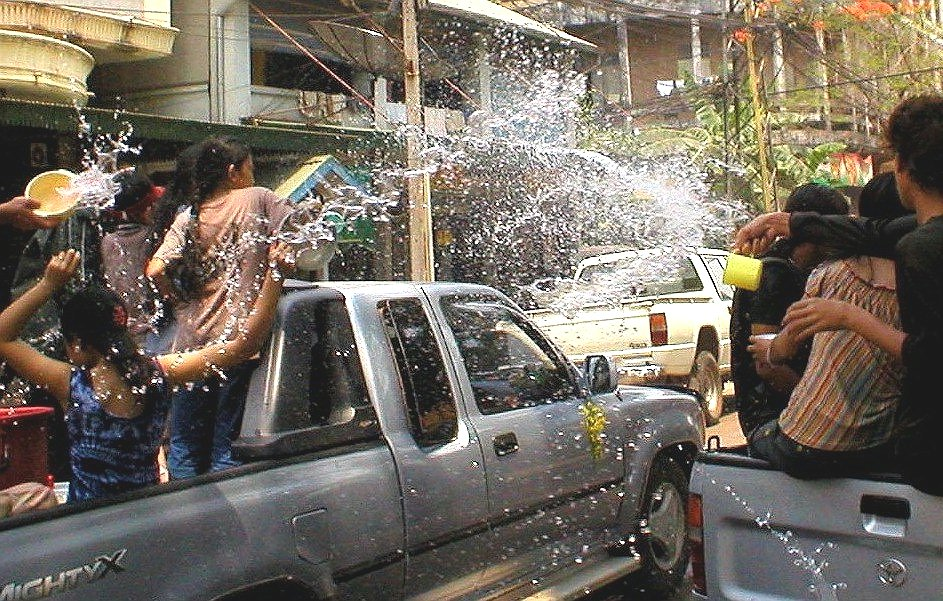
쏭크란 기간의 방콕 아이들

원래 설날은 아시아 국가에서는 귀향의 시기라는 의미가 강하다. 또 연휴가 되어 도시에 나와 있던 가족이 모두 돌아와 한 가족이 모두 여행을 하는 일도 있다. 이 때문에 국내의 교통이나 관광지의 숙박 시설은 이 기간이 되면 포화 상태가 된다. 상점이나 사무실도 문을 닫기 때문에, 평일에 활기찬 곳도 한산하게 바뀐다.
종교적으로는 불상을 깨끗이 하는 의식을 하며, 불상을 물로 씻고 먼지를 제거하는 등의 행위를 한다. 이날이 되면 불탑도 깨끗이 청소를 한다. 가족의 어른은 손에 물을 부어주고 정화를 하며, 상대에게 경의를 나타내는 행동도 하며, 집도 대청소를 한다.
송끄란이 일년 중 가장 더운 시기에 행해지기 때문에 특히 젊은 층을 중심으로 단순한 물을 뿌리는 축제로 발전하고 있다. 이 축제에 대해 알지 못하는 상대에게까지 물을 뿌리며 서로 즐긴다. 이 경우 특히 물을 끼얹는 곳은 손에만 한정하지 않는다. 물을 끼얹는 행위 자체는 '경의를 표한다'라는 의미다. 다만 승려에게는 물을 끼얹지 않는다. 물의 행위에는 물총 등도 사용된다. 집 앞에서는 물을 담은 물통을 두고, 또는 집 앞까지 호스를 연장하여 길을 걸어가는 사람에게 물을 뿌리거나 픽업 트럭에 물통을 싣고, 온 마을 사람들에게 물을 뿌리는 예도 있다. 방콕 등 전국에서 행해지고 있지만, 북부의 고도 치앙마이는 가장 화려한 것으로 알려진다.
송끄란 기간 중에 사람들이 축제 분위기에 취해 음주 상태로 차나 오토바이 등을 운전하는 경우가 있다. 또한 주행 중인 차나 오토바이에 물을 뿌려 종종 사고가 일어난다. 때문에 태국에서 일 년 중 사고가 가장 많은 날은 송끄란 기간이다. 그러나 이 기간 중에 물로 인한 어떠한 피해를 입어도 손해배상을 청구할 수 없다.
이에 대해 정부도 큰 관심을 나타내고 있어 매년 송끄란 기간 중 음주 운전을 경계해 임시의 검문소의 설치를 실시하거나, 일반의 운전자에게는 졸음운전을 못하도록 속도를 완화해 운전하라고 호소하고 있다.